# Медный Завод
Ме́дный Заво́д  (фин. Vaskisavotta) — деревня Юкковского сельского поселения Всеволожского района Ленинградской области.

## История
В первой половине XVIII века, по воле Петра I, началось освоение северо-запада нынешнего Всеволожского района. Это было связано со строительством в 1720 году Сестрорецких оружейных и пороховых заводов. Тогда вдоль Выборгского шоссе появились Чернореченский, или Чернорецкий (1735, у деревни Чёрная Речка), и Медный заводы, которые впоследствии стали металлургической базой для Сестрорецкого оружейного завода. Отсюда — название деревни.

 
ЗАВОД МЕДИ РАСКОЛЫВАЧНОЙ  — в Белоостровской вотчине, принадлежит Кайдановой, действительной статской советнице. (1838 год)

Первое картографическое упоминание деревни происходит на карте Ф. Ф. Шуберта 1844 года.
На этнографической карте Санкт-Петербургской губернии П. И. Кёппена 1849 года она обозначена как деревня «Waskisawota», расположенная в ареале расселения савакотов . В пояснительном тексте к этнографической карте деревня названа Waski-Sawota (Kupferhammer, Медный завод) и указано количество её жителей на 1848 год: савакотов — 29 м. п., 33 ж. п., всего 62 человека.
Затем упоминается в 1852 году на геогностической карте Санкт-Петербургской губернии профессора С. С. Куторги.

МЕДНОРАЗКОВОЧНОЙ ЗАВОД — в Белоостровской вотчине, принадлежит гр. Левашовой, по Выборгскому почтовому тракту, 219 дворов, 232 души м. п. вместе с Александровской бумажной фабрикой. (1856 год)

В 1860 году слобода Медного Завода насчитывала 42 двора. С севера к ней примыкала слобода Миронова, а с востока слобода Новая.

СЛОБОДА ЗАВОДСКИХ МАСТЕРОВЫХ — владельческая при разливе Заводском, 42 двора, 69 м. п., 76 ж. п.; Заводы: меди-расковочный и железо-плющильный. (1862 год)

В 1880 году в деревне открылась земская школа (Меднинское училище).

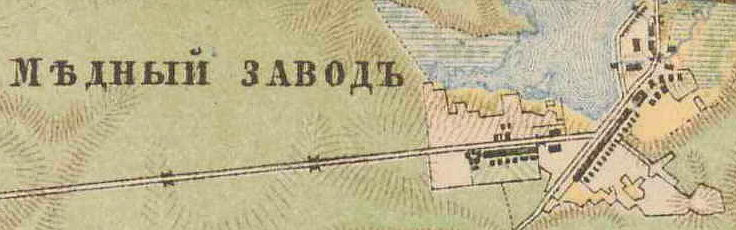
План селения Медный Завод. 1885 год

МЕДНЫЙ ЗАВОД — селение около 50 дворов и 260 душ населения, находится в 30 в. от столицы, в одной версте от шоссе, при озере и Чёрной речке. Местность, окружающая селение, с одной стороны низкая, (отчасти болотистая), а в остальных — возвышенная, холмистая, сухая; со всех сторон — лесистая. Почва — супесчаная; у самой деревни топкое болото. Жители пользуются водою озёрною, отчасти колодезною; в озере вода жёлтая, на вкус болотистая, а в колодцах (вода в них стоит на глубин от 1 арш. до 3 саж. от уровня почвы), прозрачная, без вкуса и запаха. Селение расположено на возвышенности (выше озера на 3 саж.), улицы широкие, дома отделены дворами в 6 саж., одноэтажные, курных изб нет; тем не менее селение — бедное. Существующей в самом селении медный и железо-прокатный завод уже давно бездействует, и большая часть населения имеет заработки на стороне (чернорабочие). Жители говорят языком финским, лютеране. (1892 год)

МЕДНЫЙ ЗАВОД — деревня Меднорасковочного сельского общества в 1 версте от Выборгского шоссе, при о. Медницком 48 дворов, 110 м. п., 111 ж. п., всего 221 чел. при усадьбе помещика А. Н. Ольхина, земская подвижная народная школа, мелочная лавка.

ВЫСЕЛОК из деревни МЕДНЫЙ ЗАВОД — на земле крестьян Меднорасковочного сельского общества до Выборгскому шоссе, близ деревни Аллосарь 19 дворов, 49 м. п., 39 ж. п., всего 88 чел., постоялый двор с продажей крепких напитков.

ВЫСЕЛОК из деревни МЕДНЫЙ ЗАВОД — на собственной полевой земле Меднорасковочного сельского общества 2 двора, 3 м. п., 2 ж. п., всего 5 чел. между деревнями Медный завод и Аллосарь, против постоялого двора Федотова. (1896 год)

В конце XIX — начале XX века деревня административно относилась к Белоостровской волости 3-го стана Санкт-Петербургского уезда Санкт-Петербургской губернии.

МЕДНЫЙ ЗАВОД — селение Меднорасковочного общества Белоостровской волости, 62 домохозяйства, наличных душ: 120 м. п., 130 ж. п., земли надельной: 513 десятин, 1200 саженей. (1905 год)

В 1908 году в деревне проживали 295 человек из них 32 человека — дети школьного возраста (от 8 до 11 лет).
В 1909 году в деревне было 66 дворов.
По данным 1914 года учителем в Меднинской земской школе работала Антонина Сергеевна Деева.
Согласно переписи населения СССР 1926 года:

МЕДНЫЙ ЗАВОД — деревня Мертутского сельсовета Парголовской волости Ленинградского уезда, 58 хозяйств, 212 душ.

Из них: русских — 11 хозяйств, 45 душ; ингерманландцев — 45 хозяйств, 158 душ; суоми — 1 хозяйство, 5 душ; эстов — 1 хозяйство, 4 души. (1926 год)

По административным данным 1933 года деревня Медный Завод относилась к Красноостровскому финскому национальному сельсовету.
До 1936 года — место компактного проживания ингерманландских финнов. В течение мая-июля 1936 года все жители деревни были выселены в восточные районы Ленинградской области. Выселение гражданского населения из приграничной местности осуществлялось в Бабаевский, Боровичский, Вытегорский, Кадуйский, Ковжинский, Мошенской, Мяксинский, Пестовский, Петриневский, Пришекснинский, Устюженский, Хвойнинский, Чагодощенский, Череповецкий и Шольский районы. В настоящее время они входят в состав Вологодской и Новгородской областей.

Деревня Медный Завод на карте 1940 года

Согласно топографической карте 1940 года деревня насчитывала 51 двор, однако по областным административным данным с 1 января 1937 года по 31 декабря 1954 года постоянное население в деревне отсутствовало.
С 1 января 1955 года деревня Медный Завод находилась в составе Чернореченского сельсовета Всеволожского района. В 1955 году население деревни составляло 130 человек.
В 1958 году население деревни составляло 128 человек.
По данным 1966 и 1973 годов деревня Медный Завод также находилась в составе Чернореченского сельсовета.
По данным 1990 года деревня Медный Завод входила в состав Юкковского сельсовета.
В 1997 году в деревне проживали 32 человека, в 2002 году — 19 человек (русские — 95%), в 2007 году — 37.

## География
Деревня расположена в северо-западной части района на автодороге 41К-073 (Елизаветинка — Медный Завод) к северу от автодороги 41А-180 (Парголово — Огоньки).
Расстояние до административного центра поселения — 17 км.
Расстояние до ближайшей железнодорожной станции Белоостров — 8 км.
Деревня находится при впадении реки Чёрной в озеро Меднозаводский Разлив (бывший Меднозаводский разлив). К северо-востоку от деревни находится Сарженское озеро.

## Демография
| 1848 | 1862 | 1892 | 1896 | 1905 | 1926 | 1937 |
| ---- | ---- | ---- | ---- | ---- | ---- | ---- |
| 62   | ↗145 | ↗260 | ↗314 | ↘250 | ↘212 | ↘0   |
| 1955 | 1958 | 1997 | 2002 | 2007 | 2010 | 2017 |
| ↗130 | ↘128 | ↘32  | ↘19  | ↗37  | ↗151 | ↘44  |

* — включая хутор Камушки с населением 5 человек.

### Национальный состав
Согласно данным Всероссийской переписи населения 2021 года в деревне проживали 220 человек, из них:
 русские — 120, евреи — 2, белорусы — 1, татары — 1, украинцы — 1, чуваши — 1 человек, остальные национальность не указали.

## Инфраструктура
В деревне 3 ведомственных многоквартирных жилых дома.
Территории на берегу Меднозаводского Разлива застроены садоводствами (в том числе «Малина»), а также есть база отдыха «Медное озеро».
На юге деревни находится кладбище.

## Улицы
Александровская, Воробьиный переулок, Екатерининская, Елизаветинская, Еловый тупик, Зелёная, Лебяжий переулок, Лесная, Меднозаводская, Николаевская, Озёрная, Павловский переулок, Парковая, Петровская, Прибрежная, Светлое шоссе, Сосновая, Утиная.